# Brian Lynch
Brian Robert Lynch (ur. 12 czerwca 1978 w Point Pleasant) – amerykański koszykarz, posiadający także belgijskie i włoskie obywatelstwo, występujący na pozycjach rzucającego obrońcy oraz niskiego skrzydłowego, aktualnie trener belgijskiego zespołu Limburg United.
W 2000 roku został wybrany w drafcie do ligi USBL z numerem 60 przez New Jersey.

## Osiągnięcia
NCAA
- 2-krotny uczestnik turnieju NCAA (1997, 1999)
- Mistrz sezonu zasadniczego konferencji Big East (1997)
- Zaliczony do składu All-Tournament Team podczas turnieju Top of the World Classic (1999)[1]

Drużynowe
- Mistrz Belgii (2005)
- Wicemistrz Belgii (2007, 2008)
- Uczestnik rozgrywek Eurocup (2005/06)

Indywidualne
- Uczestnik meczu gwiazd Polska - Gwiazdy PLK (2000)[2]

Trenerskie
- Finalista Pucharu Belgii (2014)
- Trener Roki ligi belgijskiej (2015)